# Зевор, Шарль Мари
Шарль Мари Зевор (фр. Charles Marie Zévort; 1816—1887) — французский литератор и государственный деятель в области народного образования. Отец Эдгара Зевора
На государственных постах в этой области он ещё при Наполеоне III приходил в столкновения с клерикалами, а в 1873 был вынужден из-за их происков покинуть службу; вновь поступил на службу в 1877, а через 2 года Жюль Ферри сделал его членом государственного совета и главным инспектором высшего (среднего) образования.
В этом звании Зевор принимал деятельное участие в реформе среднего образования, проведенной в 1880. Зевор опубликовал «Dissertation sur la vie et la doctrine d’Anaxagore» (1843), ценные переводы греческих классиков (Фукидида и Диогена Лаэртского) и, в сотрудничестве с Пьерроном, впервые перевёл на французский язык «Метафизику» Аристотеля (1840—1841).